# Mestre Didi
Deoscóredes Maximiliano dos Santos (Salvador, 2 de dezembro de 1917 — Salvador,  6 de outubro de 2013) foi um escritor, artista plástico e sacerdote afro-brasileiro. 
Conhecido popularmente como Mestre Didi, era filho de Maria Bibiana do Espírito Santo e Arsênio dos Santos.

## Família
Seu pai era o Alagbá Arsenio dos Santos, que pertencia à "elite" dos alfaiates da Bahia, ele se transferiu para o Rio de Janeiro na época em que houve uma grande migração de baianos para a então capital do Brasil.
Sua mãe era Maria Bibiana do Espírito Santo, mais conhecida como Mãe Senhora era descendente da tradicional família Asipa, originária de Oió e Queto, importantes cidades do Império de Oió.
Sua trisavó, Sra. Marcelina da Silva, Oba Tossi, foi uma das fundadoras da primeira casa de tradição nagô de candomblé na Bahia, o Ilê Axé Airá Intilê, depois Ilê Iá Nassô.
Sua esposa Juana Elbein dos Santos, é antropóloga e companheira em todas as suas viagens pelo exterior, aos países da África, Europa e Américas, de grande importância pelos intercâmbios e experiências adquiridas, e que irão contribuir significativamente para os desdobramentos institucionais de luta de afirmação da tradição afro-brasileira e pelo respeito aos direitos à alteridade e identidade própria.
Sua filha Inaicyra Falcão dos Santos é cantora lírica, graduada em dança pela Universidade Federal da Bahia, professora doutora, pesquisadora das tradições africano-brasileiras, na educação e nas artes performáticas no Departamento de Artes Corporais da Unicamp.

## Sacerdote
A igreja durante o período colonial e pós-colonial foi uma instituição de que a comunidade descendente de africanos inseriu em suas estratégias de luta pela alforria e re-agrupamento social. Didi foi batizado, fez primeira comunhão e foi coroinha. Mais tarde, já sacerdote da tradição afro-brasileira foi se dedicando inteiramente a ela afastando-se do catolicismo, embora respeitando-o como uma outra religião.
Eugênia Ana dos Santos - Mãe Aninha, tratada por Didi como avó, foi quem o iniciou no culto aos Orixás e lhe deu o título de Açobá, Supremo Sacerdote do Culto de Obaluaiê.
Arsenio Ferreira dos Santos seu pai era sobrinho de Marcos Theodoro Pimentel, o Alapini, primeiro mestre de Didi no Culto aos Egunguns.
Depois de Marcos, foi Arsenio, conhecido por Paizinho quem deu continuidade a iniciação de Didi, que se confirmou Ojé com o título de Korikowe Olokotun. A herança de tio Marcos Alapini se constitui sobretudo pelo culto ao olori Egun, baba Olukotun, o mais antigo ancestral que foi trazido da África na ocasião da viagem que fez com seu pai, Marcos O Velho. Paizinho, então Alagbá, o mais antigo da tradição aos Egunguns recebeu esta herança que aproximou à do terreiro Ilê Babá Aboulá na Ilha de Itaparica.
A herança de Marcos Alapini, para seu sobrinho Arsenio Alagba passou para Didi, Ojé Korikowe Olukotun. Mais tarde Didi recebeu o título de Alapini, o mais alto do Culto aos egunguns, no Ilê Babá Aboulá e anos depois, em 1980 fundou o Ilê Asipa onde é cultuado o Baba Olukotun e demais Eguns desta tradição antiga.
Em setembro de 1970, não tendo no Brasil quem pudesse fazer sua confirmação de Balé Xangô, foi para Oió e realiza a obrigação na cidade originária do culto à Xangô. A cerimônia foi realizada pelo Balé Xangô e o Otum Balé do reino de Xangô de Oió.

## Artista
"Os Orixá do Panteão da Terra são os que nos alimentam e nos ajudam a manter a vida. Os meus trabalhos estão inspirados na natureza, na Mãe Terra-Lama, representada pela Orixá Nanã, patrona da agritultura". Mestre Didi
"Mestre Didi é um sacerdote-artista. Exprime, através da criação estética, uma arraigada intimidade com seu universo existencial, onde ancestralidade e visão de mundo africanos se fundem com sua experiência de vida baiana. Completamente integrado ao universo nagô de origem iorubana, revela em suas obras uma inspiração mítica, material. A linguagem nagô com a qual se expressa é o discurso sobre a experiência do sagrado, que se manifesta por meio de uma simbologia formal de caráter estético". Juana Elbein dos Santos

## Obras
- Yorubá tal Qual se Fala, Tipografia Moderna, Bahia, 1946
- Contos Negros da Bahia, (Brasil) Edições GRD, Rio de Janeiro, 1961
- História de Um Terreiro Nagô, 1.edição, Instituto Brasileiro de Estudos Afro-Asiáticos, 1962, 2.edição, Editora Max Limonad, 1988
- Contos de Nagô, Edições GRD, Rio de Janeiro, 1963
- Porque Oxalá usa Ekodidé, Ed. Cavaleiro da Lua, 1966
- Contos Crioulos da Bahia, Ed. Vozes, Petrópolis, 1976
- Contos de Mestre Didi, Ed. Codecri, Rio de Janeiro, 1981
- Xangô, el guerrero conquistador y otros cuentos de Bahia, SD. Ediciones Silva Diaz, Buenos Aires, Argentina, 1987
- Contes noirs de Bahia, tradução francesa de Lyne Stone, Ed. Karthale, 1987
- História da Criação do Mundo, Olinda, PE, 1988 - Ilustração Adão Pinheiro
- Ancestralidade Africana no Brasil, Mestre Didi: 80 anos, organizado por Juana Elbein dos Santos, SECNEB,  Salvador, Bahia, 1997, CD-ROM - Ancestralidade Africana no Brasil
- Pluraridade Cultural e Educação
- Nossos Ancestrais e o Terreiro
- Democracia e Diversidade Humana: Desafio Contemporâneo